# Puderbach
Puderbach è un comune di 2 196 abitanti della Renania-Palatinato, in Germania.

Appartiene al circondario (Landkreis) di Neuwied (targa NR) ed è capoluogo della comunità amministrativa (Verbandsgemeinde) omonima.